# Echia
Echia est l'un des 29 villages de la commune d'Andek, département de la Momo de la région du Nord-Ouest du Cameroun.

## Population
Au dernier recensement de 2005, le village compte 213 habitants, dont 118 hommes et 95 femmes. En 2012, la population est estimée à 1 814 habitants, dont 385 hommes, 598 femmes et 831 enfants.

## Langue
Avec Abechia, Bassic, Essaw et Nkon, c'est l'un des quelques villages de l'arrondissement où l'on parle le ngie, une langue des Grassfields.

## Climat
Le village, et plus largement la commune d'Andek, se situe à la transition entre les climats humides tempérés du Cameroun. Deux saisons sont présentes : la saison des pluies de mars à octobre et la saison sèche de novembre à février. La pluviométrie annuelle moyenne est de 2 200 à 3 000 mm et la température moyenne est de 21 °C. Les pluies sont particulièrement importantes aux mois de juillet et d'août entraînant des températures plus froides dans tout le secteur.

## Sol et relief
Le sol est constitué en grande partie de pierres granitiques. Les sols sont généralement pauvres, épuisés et peu fertiles. L'érosion y est facile. Quelques plantations y poussent cependant bien comme les palmiers à huile.
Le relief est prononcé avec des montagnes et des vallées profondes. Deux massifs montagneux entourent le secteur : un massif à l'ouest comprenant les villages de Bonanyang, Angai, et Etoh jusqu'à Mbabum, et un massif à l'est comprenant le mont Etwii, et les chaînes de Ajei et Angong.

## Hydrologie
Plusieurs rivières traversent le secteur.

## Flore et faune
La flore et la végétation locale sont du type « savane guinéenne » formant une transition entre la végétation caractéristique de la forêt et celle de la savane. Une particularité du secteur est la forte présence naturelle de palmiers à huile.

## Religions
La majorité des habitants sont chrétiens (85 % de la population de la commune d'Andek). Des musulmans et des croyants des religions traditionnelles africaines sont également présents en minorité.

## Économie
L'économie repose essentiellement sur l'agriculture. La production d'huile de palme est importante et la culture du coca se développe. En raison du mauvais état du réseau routier, la production est consommée localement.
L'élevage est également développé : le village d'Echia constitue l'une des principales aires de pâturage de la commune avec les villages de  Tinechung, Etwii, Andek, Bonatu, Angai, Achang, Ebang, Nkon et Bassic.

## Équipements
En 2012, le village n'est pas raccordé au réseau électrique.